# Équipe de Taipei chinois de Coupe Davis
L'équipe de Taipei chinois de Coupe Davis représente Taïwan à la Coupe Davis. Elle est placée sous l'égide de la Fédération de Taipei chinois de tennis.

## Historique
Créée en 1972, l'équipe de Taïwan de Coupe Davis ne remporte sa première rencontre qu'en 1979 contre la Thaïlande. Elle n'a jamais évolué dans une division plus élevée que le groupe I de la zone Asie-Océanie où elle a atteint le deuxième tour en 2005, 2006 et 2009.

## Joueurs de l'équipe
Les chiffres indiquent le nombre de matchs joués
- Lu Yen-hsun
- Ti Chen
- Chu-Huan Yi
- Yang Tsung-hua